# 7,92 × 33 mm Kurz

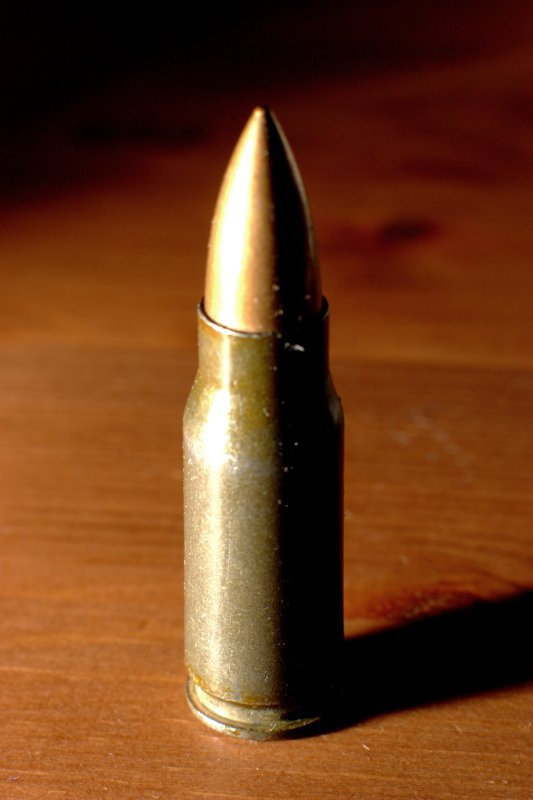
Náboj 7,92 × 33mm Kurz

7,92 × 33mm Kurz (značený jako 7.92 x 33 kurz organizací C.I.P.) je zkrácený puškový náboj s bezokrajovou nábojnicí lahvovitého tvaru, vyvinutý v Německu nedlouho před druhou světovou válkou. Munice je také označována Pistolenpatrone 43, 7,9 mm Kurz (německy Kurz znamená krátký), 7,9 Kurz, 7,9mmK nebo 8×33 Polte.
Byl určen speciálně pro vývoj automatických zbraní, karabiny a (útočné pušky), jako kompromis mezi delším, standardním nábojem 7,92 × 57mm Mauser a pistolovým nábojem 9 x 19 mm Parabellum. Přestože vývoj započal již ve 20. letech, teprve v letech 1937/38 se ustálila představa ruční zbraně, pro kterou měl být nový náboj určen. Zavedení automatické pušky pro speciální jednotky FG 42 potvrdilo, že standardní puškový náboj je pro ruční automatickou zbraň příliš výkonný. Při střelbě dávkami a bez opory (jakou mívá kulomet), je takovou zbraň velmi těžké ovládat a tím se stírá výhoda, kterou má puška proti samopalu, tj. přesnější střelbu na větší vzdálenost. Zkrácený náboj umožnil současně přesnější střelbu i vysokou kadenci.
Náboj byl zaveden do výzbroje německé armády pod označením Pistolenpatrone M43 (pistolový náboj, model 1943) a používal se do strojní karabiny Mkb 42(H), z ní vyvinuté útočné pušky MP 43 a její vylepšené verze StG 44. Po válce se toto střelivo vyrábělo v NDR, Československu (ČSSR) a Egyptě. Používal se i do prototypu útočné pušky FN FAL